# Канделакі Георгій Тарашевич
Канделакі Георгій Тарашевич (груз. გიორგი კანდელაკი; 10 квітня 1974, с. Варіані, Шида-Картлі) — грузинський професійний боксер, чемпіон світу та Європи серед аматорів.

## Аматорська кар'єра
Боксом Георгій Канделакі почав займатися змалку під наглядом свого батька.
1992 року Георгій Канделакі, виступаючи за збірну СНД, став чемпіоном світу серед юніорів.
1993 року у складі збірної Грузії взяв участь в чемпіонаті світу в категорії до 91 кг і, здобувши три перемоги, вийшов до фіналу, але через ушкодження відмовився від фінального бою з Феліксом Савон (Куба), задовольнившись срібною медаллю. Восени того ж року, здобувши на чемпіонаті Європи п'ять перемог, у тому числі в півфіналі над Георгіосом Стефанопулосом (Греція) — 7-4 і в фіналі над Доном Дієго Педер (Нідерланди) — 11-2, завоював золоту медаль.
1994 року на Кубку світу в півфіналі Канделакі програв Феліксу Савон — 4-19 і отримав бронзову медаль.
1995 року на чемпіонаті світу в чвертьфіналі жереб знов звів Канделакі з Феліксом Савон, і грузинський боксер відмовився від бою.
На чемпіонаті Європи 1996 Георгій Канделакі здобув дві перемоги, а в чвертьфіналі програв Крістофу Менді (Франція) — 2-7.
На Олімпійських іграх 1996 Канделакі був прапороносцем олімпійської команди Грузії. У змаганні боксерів вибув з боротьби у чвертьфіналі.
- В 1/16 фіналу переміг Томпсона Гарсія (Еквадор) (відмова від продовження бою після другого раунду)
- В 1/8 фіналу переміг Войцеха Бартніка (Польща) — 6-1
- У чвертьфіналі програв Феліксу Савон (Куба) — 4-20

Після Олімпіади 1996 Георгій Канделакі перейшов до надважкої ваги. На чемпіонаті світу 1997 він переміг п'ятьох суперників, у тому числі в півфіналі Сергія Ляховича (Білорусь) — 5-3 і у фіналі Алексіса Рубалькаба (Куба) — 4-1.

## Професіональна кар'єра
1998 року Георгій Канделакі перейшов до професійного боксу, проводячи бої переважно в Великій Британії. Протягом 1998—2003 років провів 24 переможних боя. 2002 року завоював титул чемпіона світу за версією Всесвітнього боксерського союзу (WBU). Але 2003 року завершив виступи без поразки через травму ока.